# Plaga Zombie
Plaga Zombie, també coneguda com a Plaga Zombie: ¡La venganza alienígena ha comenzado!, és una pel·lícula argentina de terror-comèdia de 1997 dirigida per Pablo Parés i Hernán Sáez i protagonitzat per Páres, Sáez, Berta Muñiz, Paulo Soria i Walter Cornás. Va ser escrita per Muñiz, Parés i Sáez.
El film, un exponent del Cinema Independent Argentí així com del cinema amateur, és el primer llargmetratge sobre zombis fet al seu país. Si bé la pel·lícula és de baix pressupost i va ser realitzada amb escassos recursos, es va convertir en un referent tant del cinema de culte com del cinema fantàstic nacional, i va generar un moviment de llargmetratges fantàstics que continua creixent fins a l'actualitat. El film ha mantingut el seu estatus de culte, especialment entre els fanes del cinema gore.

## Argument
La història comença amb un jove que va caminant per un carreró, quan de sobte tres punks l’ataquen i intenten assaltar-lo, quan de sobte són atacats per un zombi. L'endemà, Bill (Pablo Parés) un exestudiant de medicina que actualment és jardiner i Mike (Paulo Soria), un company de pis, discuteixen. Mike es va de l'habitació i és segrestat per uns alienígenes que li comencen a fer una autòpsia. En tornar, Mike es converteix en zombi.
Mentre això succeeix, John West (Berta Muñiz) un exlluitador de catch fracassat i retirat, visita a la seva mánager, Willie (Walter Cornás), per parlar del seu passat. Allí, John s'adona del mal estat de Willie i decideix portar-lo a la casa de Bill per a curar-lo. Mentrestant, Max Giggs està xatejant per computadora amb un amic, que li diu que la seva mare està sentint-se molt malament, com un zombi, demanant un llistat de farmàcies. Max va a la casa del seu veí Bill Johnson per demanar un llistat de farmàcies i és atacat per un grup de zombis a la casa de Bill. En això entra John West i decideix ajudar a Max combatent com en els vells temps. Els dos pugen a l'habitació de Bill. Ja a l'habitació, els tres protagonistes decideixen combatre a tots els zombis de la seva casa, per això creen un àcid per matar-los.
Ara, el planeta Terra està sent objecte d'una devastadora invasió extraterrestre que porta com a propòsit l'anihilació total de la raça humana. Però un lluitador de catch, un jardiner i un trekkie no deixaran que les seves vides siguin manipulades tan fàcilment, i tot això desencadenarà una de les més bizarres i increïble història de supervivència.

## Repartiment
- Pablo Parés com Bill Johnson: Exestudiant de medicina esdevingut jardiner a causa d'un accident fatal en una de les seves pràctiques. Bill Johnson desenvolupa al costat de Max Giggs un àcid que aparentment aconsegueix matar als zombis. Lidera la primera batalla de la plaga i és capturat pel FBI. És un dels tres únics supervivents del poble on va començar l'hecatombe.
- Berta Muñiz com John West: Exlluitador de catch, coronat campió durant la fira Mundial de 1992. Participa en la primera batalla de la plaga i és abduït per alienígenes durant el segon dia de la invasió. És capturat i després alliberat pel FBI. És un dels tres supervivents del poble on va començar l'hecatombe.
- Hernán Sáez com Max Giggs: Expert matemàtic i geni de les computadores. Va desenvolupar al costat de Bill Johnson un àcid per a matar zombis. Va ser capturat pel FBI durant la primera batalla de la plaga.
- Paulo Soria com Mike Taylor: És fanàtic de les historietes i el millor amic de Bill Johnson. Passa pràcticament tot el temps a la casa de Bill. És un dels primers infectats pel virus alienígena i lidera als zombis en la primera batalla de la plaga. Després de clavar una xeringa amb àcid a la cama del matemàtic Max Giggs, Bill Johnson deslliga la seva fúria salvatge i ho esquartera usant una motoserra.
- Esteban Podetti com a Agent James Dana: Agent federal encarregat de supervisar l'experiment en el qual el primer poble queda infectat. Aconsegueix capturar als supervivents del poble i rep l'ordre irrevocable d'alliberar-los. Però pel seu mal acompliment és expulsat del FBI i queda tancat al poble.
- Pablo Fayó com David Fox
- Walter Cornás com Mike Taylor
- Gabriel Grieco com Richard Gecko
- Diego Parés com Willie Boxer
- Martín Lepera com Albert el pizzer

## Llançament
La pel·lícula primer va ser llançada a l'Argentina en VHS, editada independentment per Farsa Produccions. En els Estats Units la pel·lícula va ser editada en DVD sota el segell de Fangoria Films, en una edició especial titulada PLAGA ZOMBIE: ZONA MUTANTE i amb una durada de 69 minuts.
A Alemanya la pel·lícula va ser editada en DVD l'any 2005 sota el segell d'Euro Vídeo, en Regió 2 i amb durada de 70 minuts. En 2009 la pel·lícula va ser editada en DVD per a l'Argentina sota el segell de Vídeo Flims, en una edició especial amb la durada original de 72 minuts.